# Jack Steinberger
Pour les articles homonymes, voir Steinberger (homonymie).
Jack Steinberger (né le 25 mai 1921 à Bad Kissingen (Allemagne) et mort le 12 décembre 2020 à Genève (Suisse)) est un physicien suisse et américain. Avec Melvin Schwartz et Leon Lederman, il est colauréat du prix Nobel de physique de 1988 pour leurs travaux sur les neutrinos.

## Biographie
Steinberger, issu d'une famille juive, avait quitté son Allemagne natale à l'âge de 13 ans à cause de la montée de l'antisémitisme du parti nazi, alors en expansion. Il émigra aux États-Unis où il vécut de nombreuses années avant de s'installer en Suisse pour travailler au CERN. Il est naturalisé suisse en 2000 .
Il codécouvrit le neutrino muonique. Steinberger, Melvin Schwartz et Leon Lederman reçurent conjointement le prix Nobel de physique en 1988 « pour la méthode du faisceau de neutrinos et la démonstration de la structure en doublet des leptons grâce à la découverte du neutrino muonique ». Il a remis le montant en argent associé à sa portion du prix Nobel à la New Trier High School où il avait été élève.
Il a été fait docteur honoris causa de l'université Blaise-Pascal (Clermont-Ferrand II) en 1995.